# Asura hyporhoda
Espèce
Asura hyporhoda est une espèce de papillons de nuit de la famille des Erebidae.

## Répartition
Asura hyporhoda se rencontre en Angola, au Cameroun, en Guinée, au Nigeria et en Ouganda.

## Systématique
Le nom valide complet (avec auteur) de ce taxon est Asura hyporhoda Hampson, 1900.
Asura hyporhoda a pour synonymes :
- Afrasura hieroglyphica (Bethune-Baker, 1911)
- Afrasura hyporhoda (Hampson, 1900)
- Asura hieroglyphica Bethune-Baker, 1911